# Packera aurea
A Packera aurea a fészkesvirágzatúak (Asterales) rendjébe és az őszirózsafélék (Asteraceae) családjába tartozó faj.

## Rendszertani besorolása
A Packera aureát, korábban az aggófüvek (Senecio) nemzetségbe sorolták Senecio aureus néven.

## Előfordulása
A Packera aurea előfordulási területe Észak-Amerika. Élőhelye magába foglalja az Amerikai Egyesült Államok és Kanada egész keleti részeit. Elterjedése Kanadában körülbelül az északi sarkkör határáig terjed, ezenkívül az ország keleti szigetein is fellelhető. Az USA-ban a legnyugatibb élőhelye a Texas nevű államban található meg.

## Képek

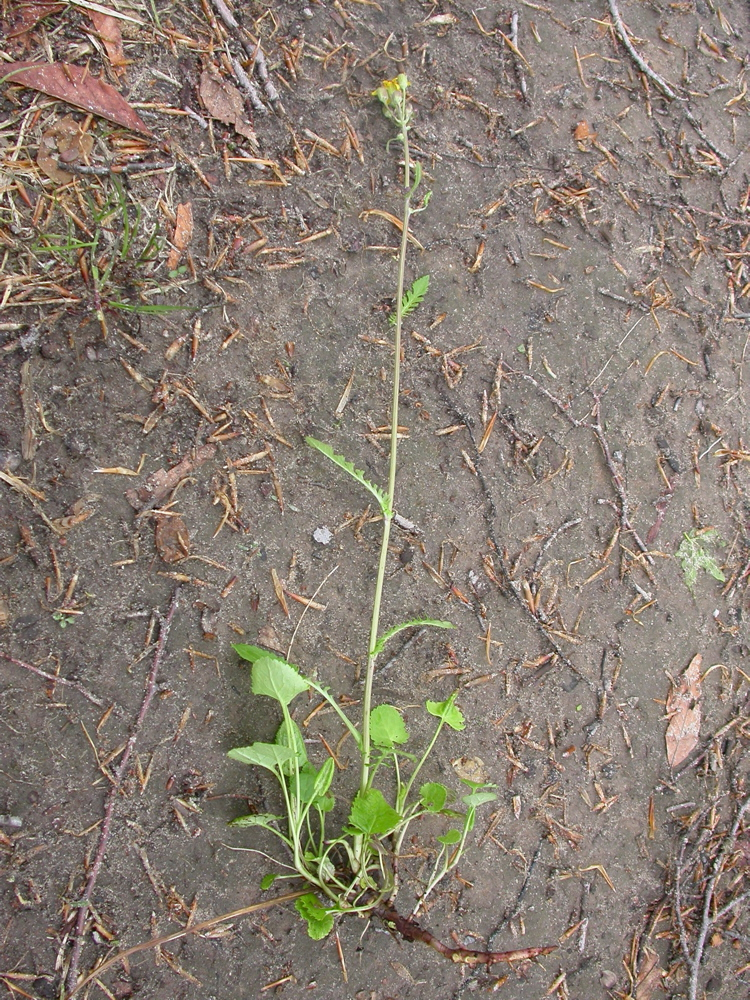
a növény
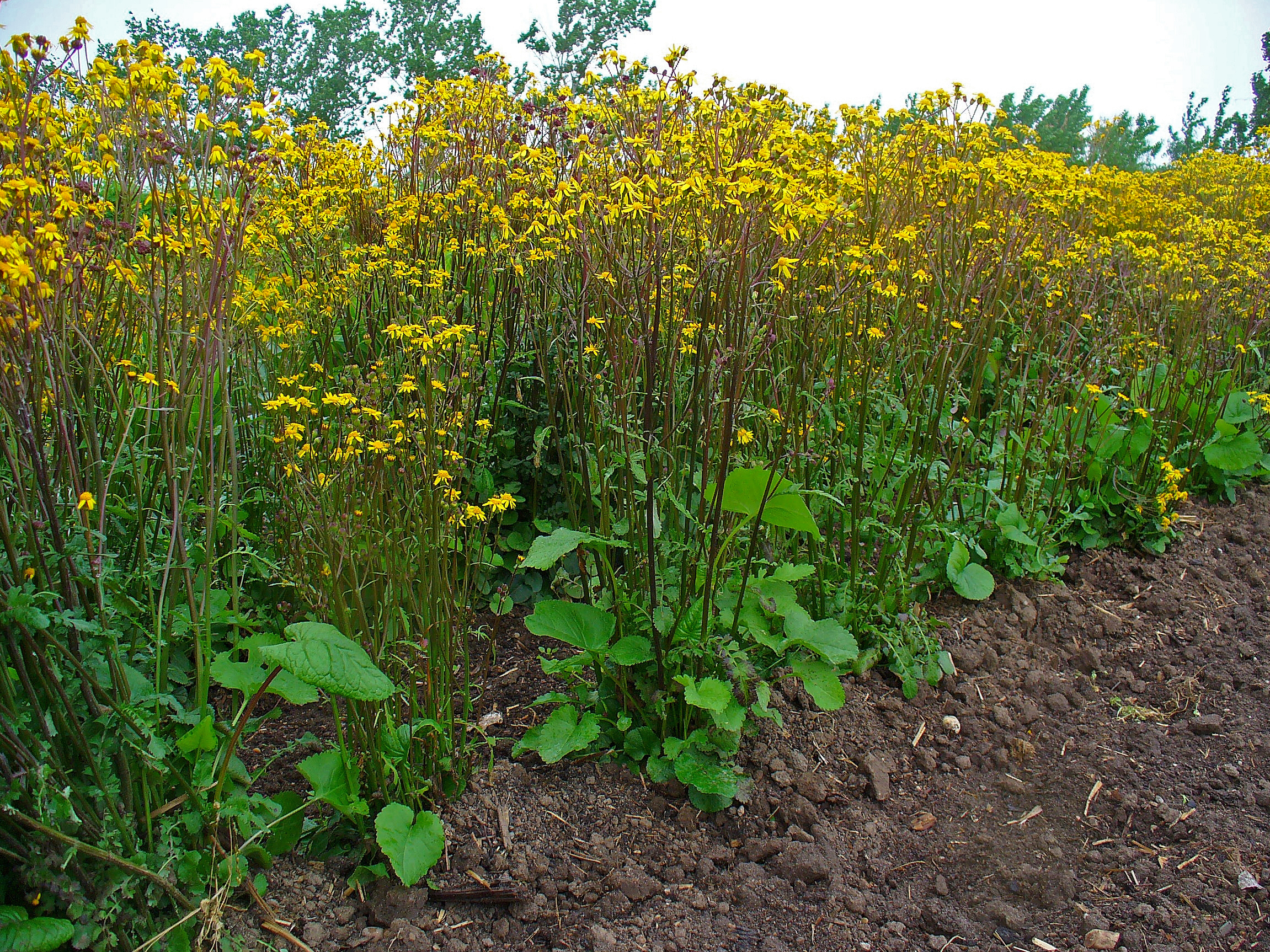
tömegesen
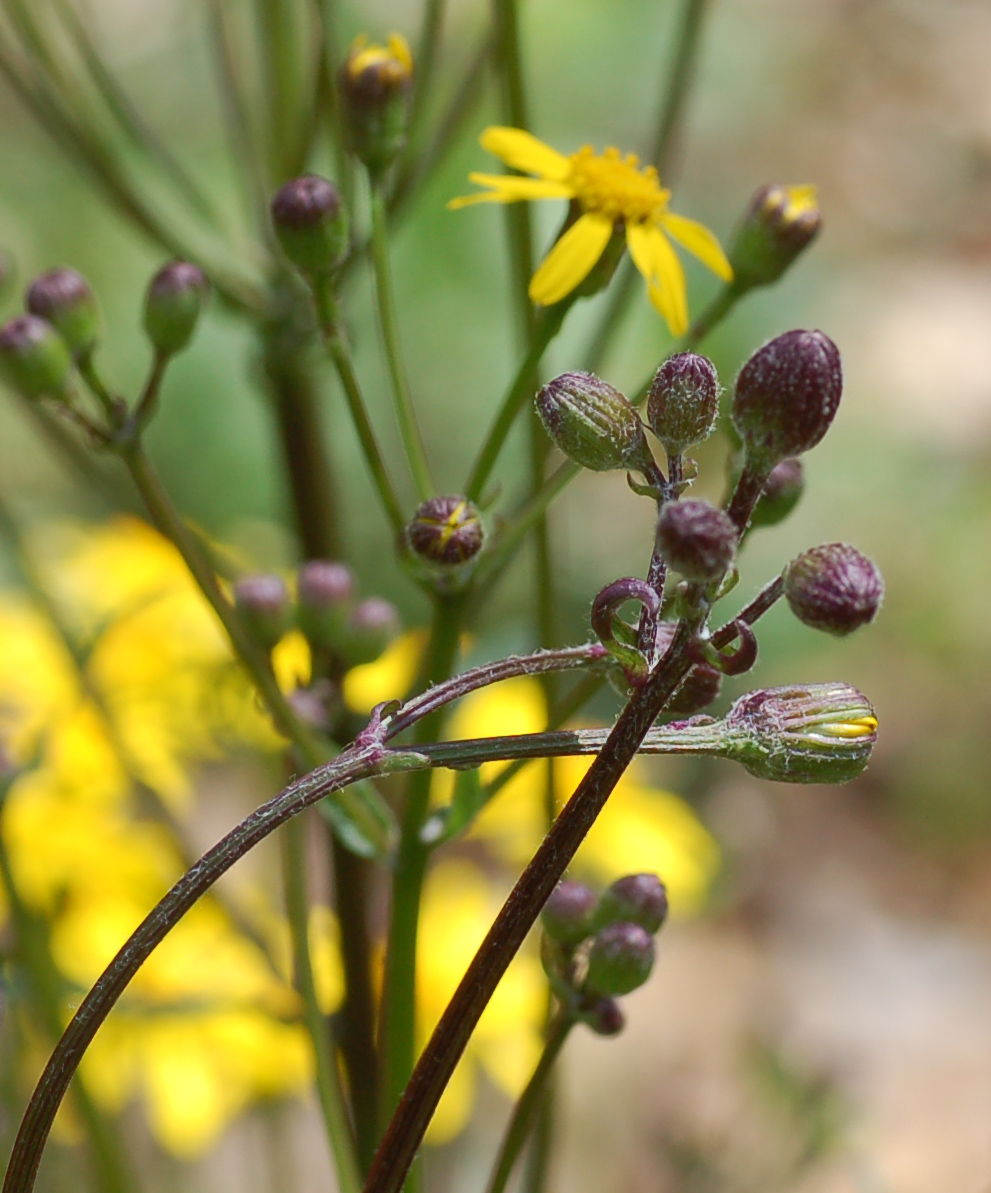
bimbói
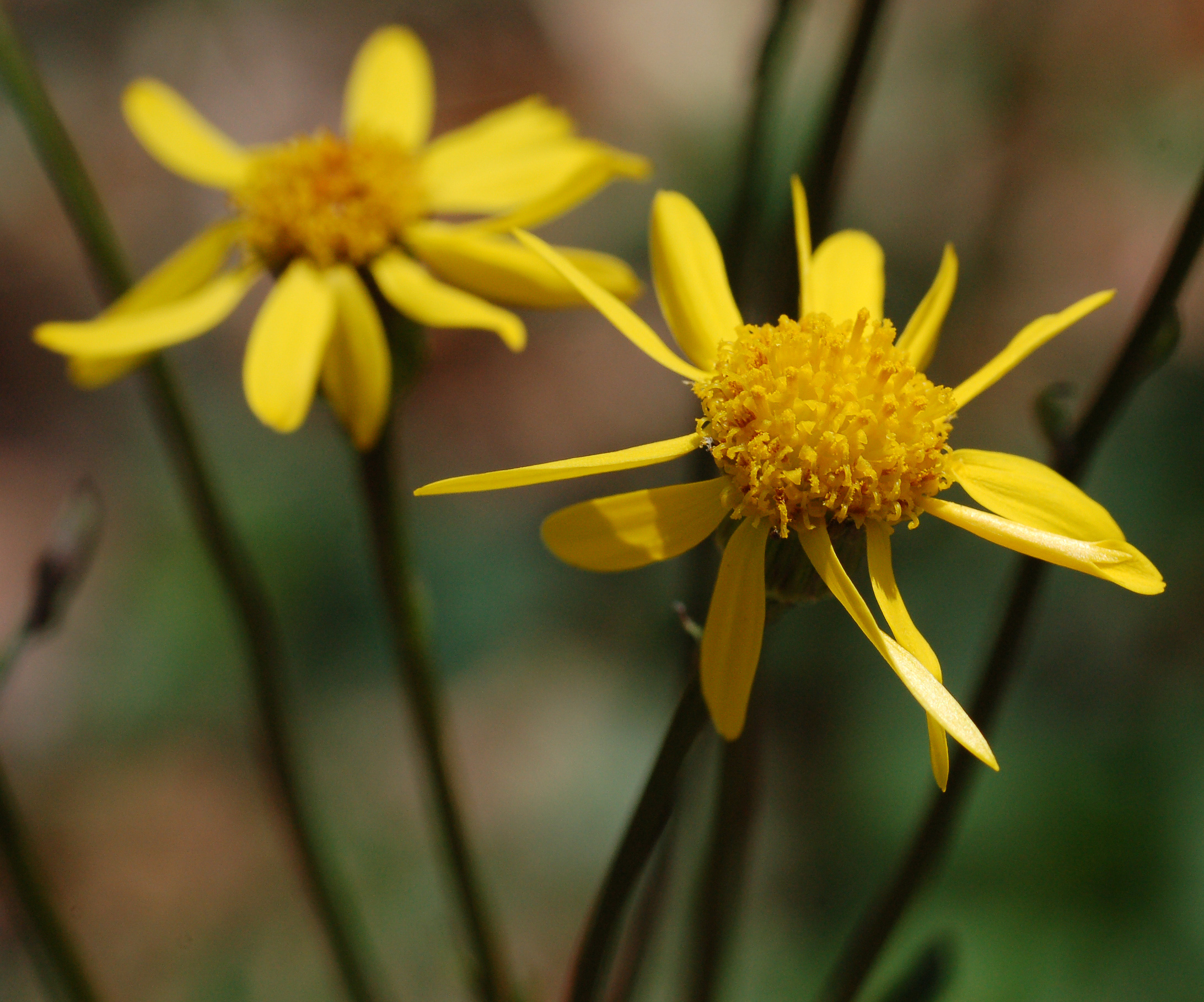
virágai
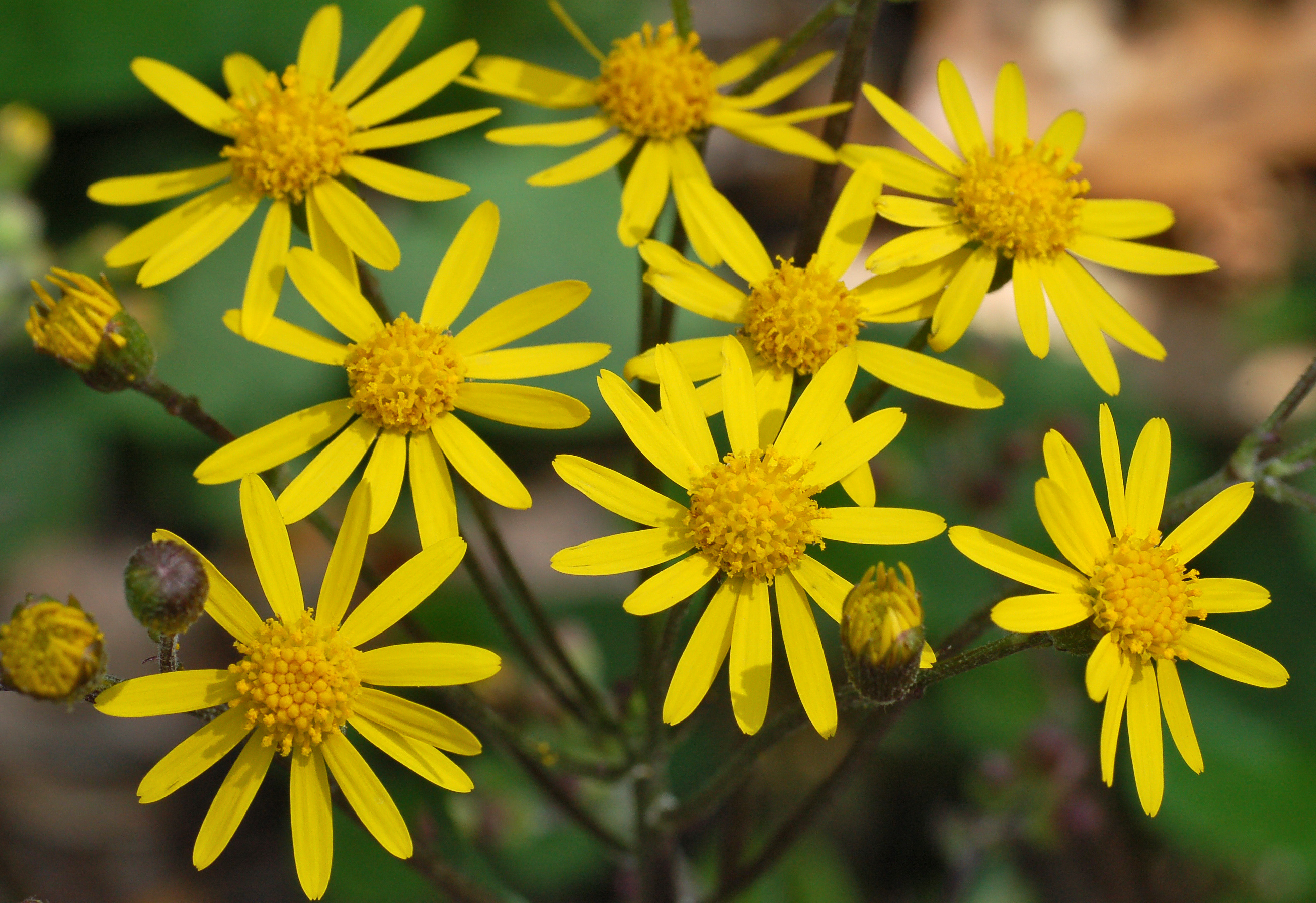
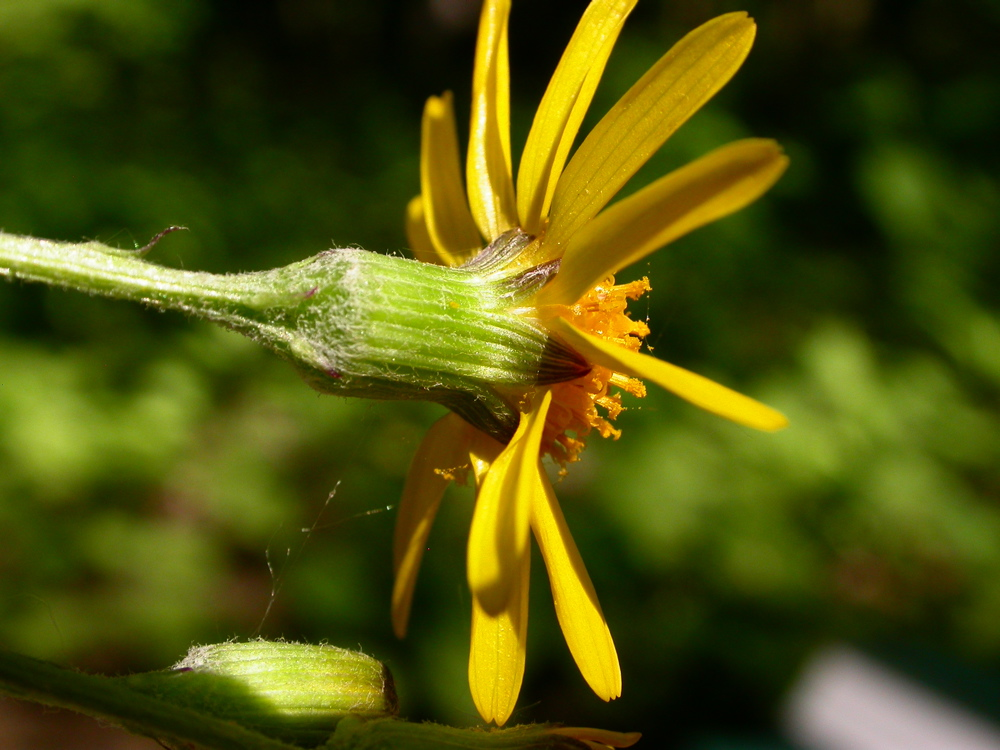
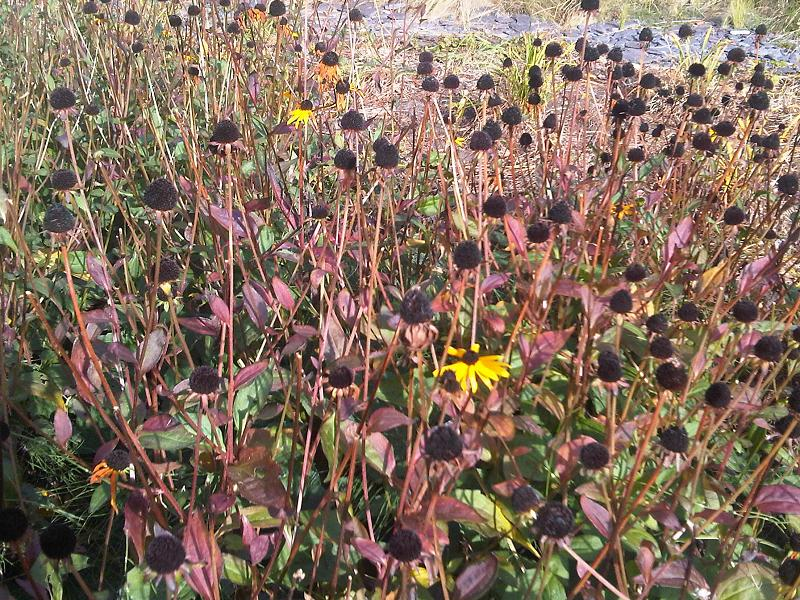
elnyílt virágai az angliai WWT London Wetland Centre-ben
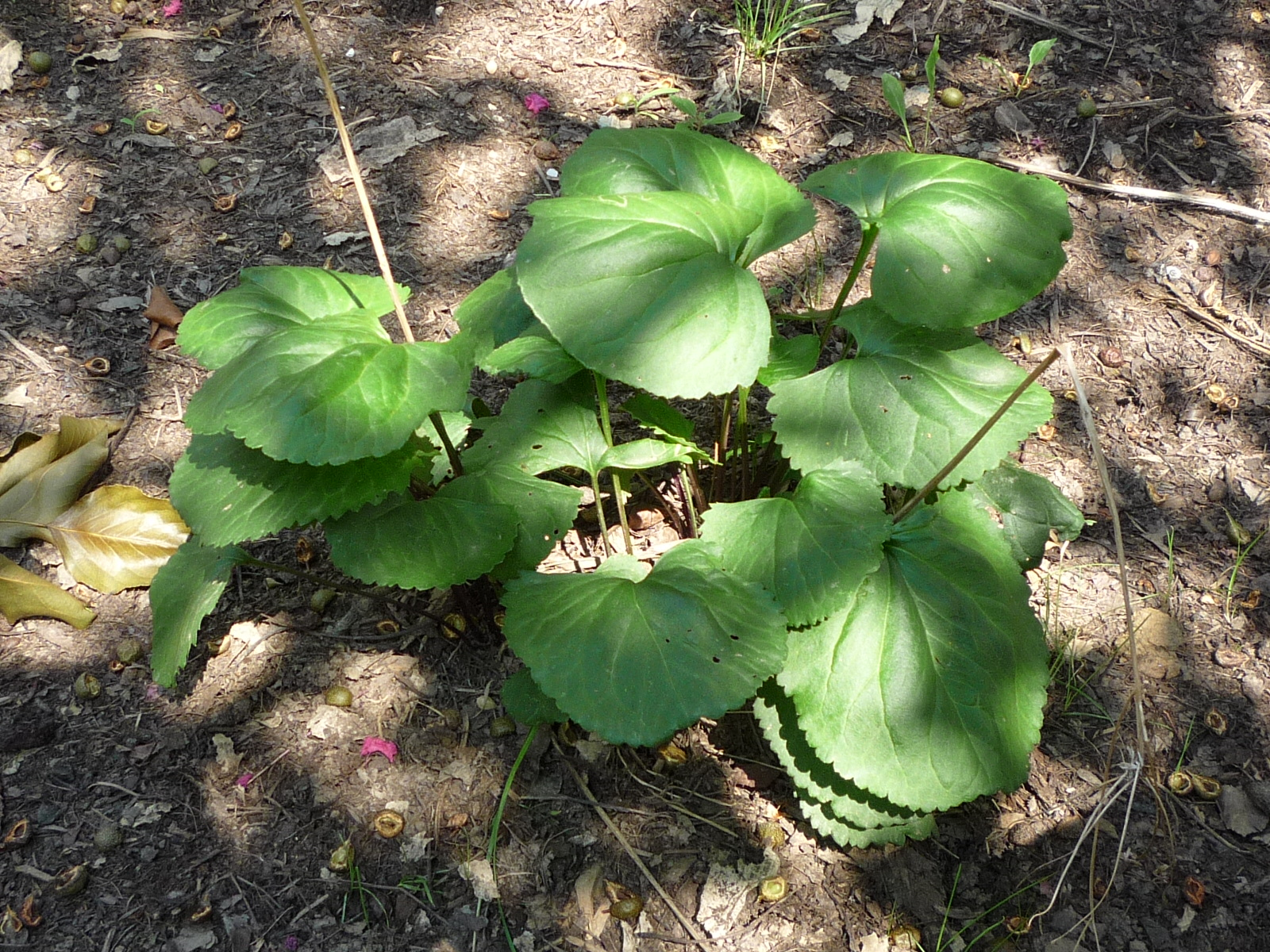
levelei
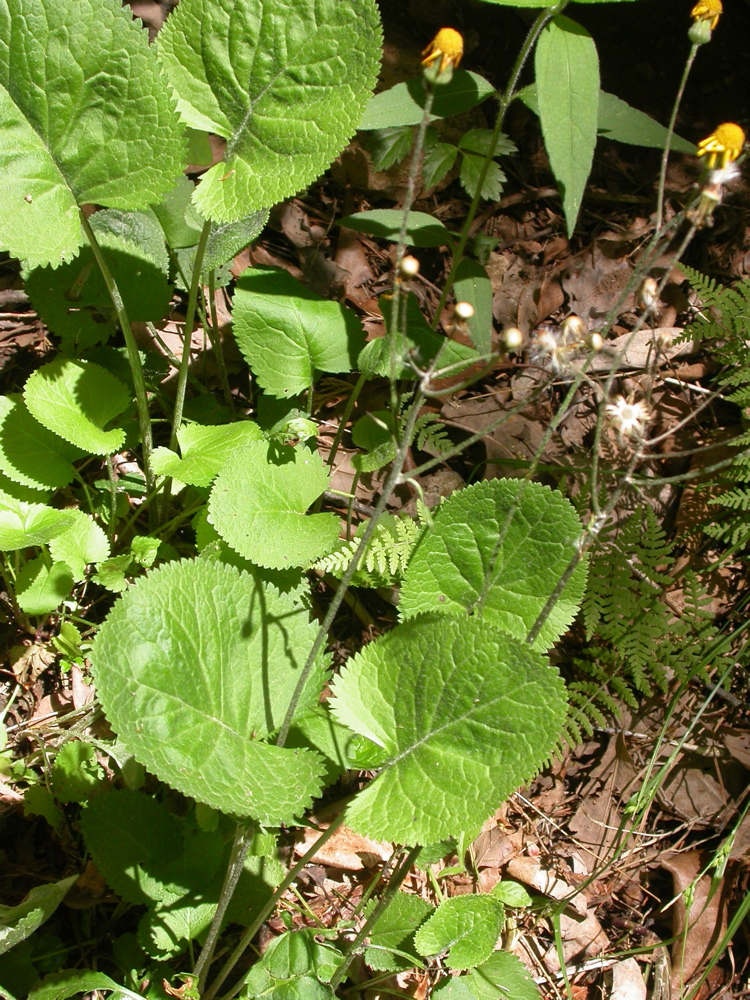
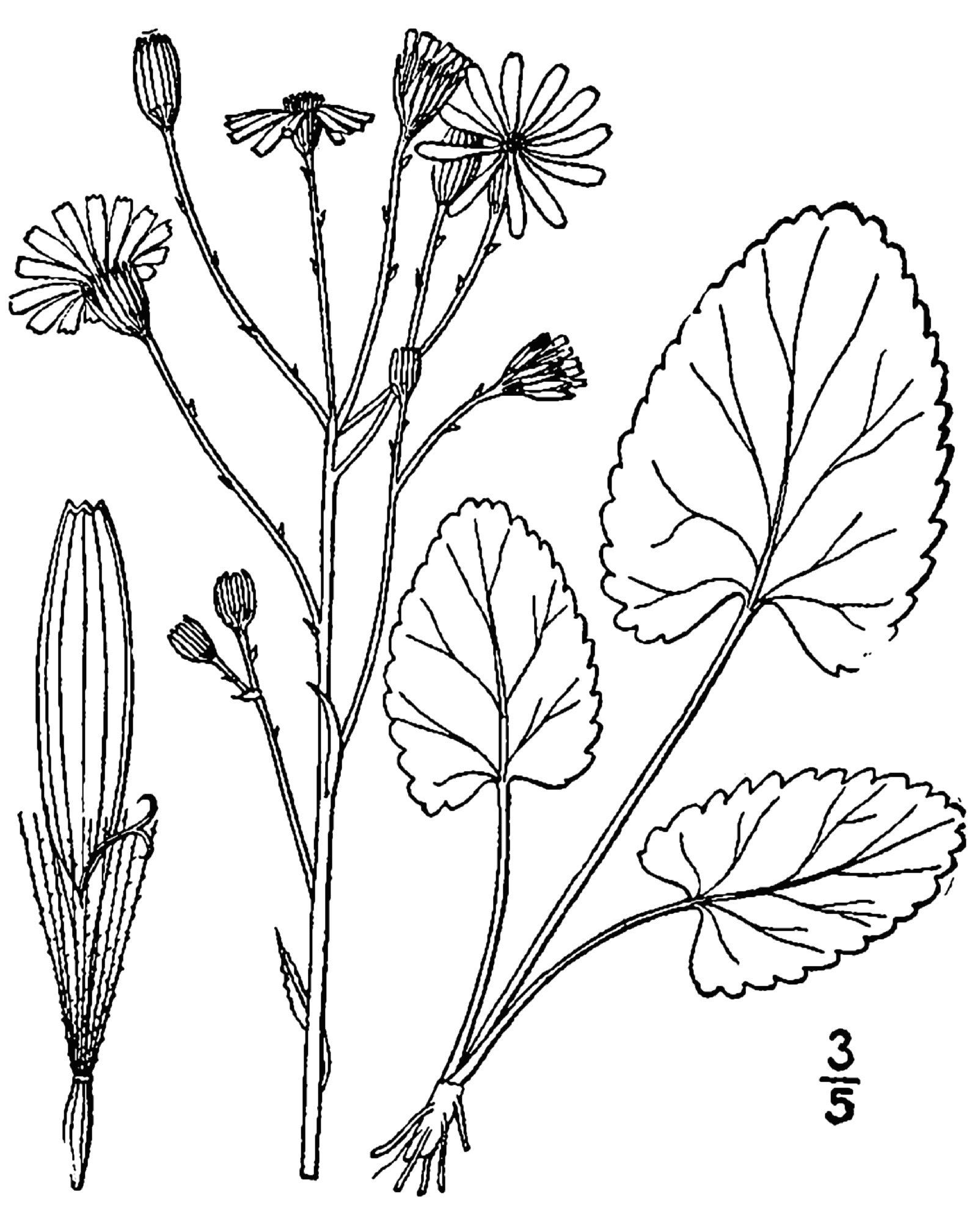
rajz a növényről